# Museo Real de Bellas Artes de Amberes
El Koninklijk Museum voor Schone Kunsten Antwerpen (español: Museo Real de Bellas Artes de Amberes), fundado en 1810, aloja una colección de pinturas, esculturas y dibujos que abarcan desde el siglo XIV hasta el XX. Esta colección es representativa de la producción artística y del entusiasmo por el arte en Amberes, Bélgica y en los Países Bajos, tanto del Norte como del Sur, desde el siglo XV.
Tras un cierre de once años por obras de remodelación, el museo reabrió el 24 de septiembre de 2022.

## Historia

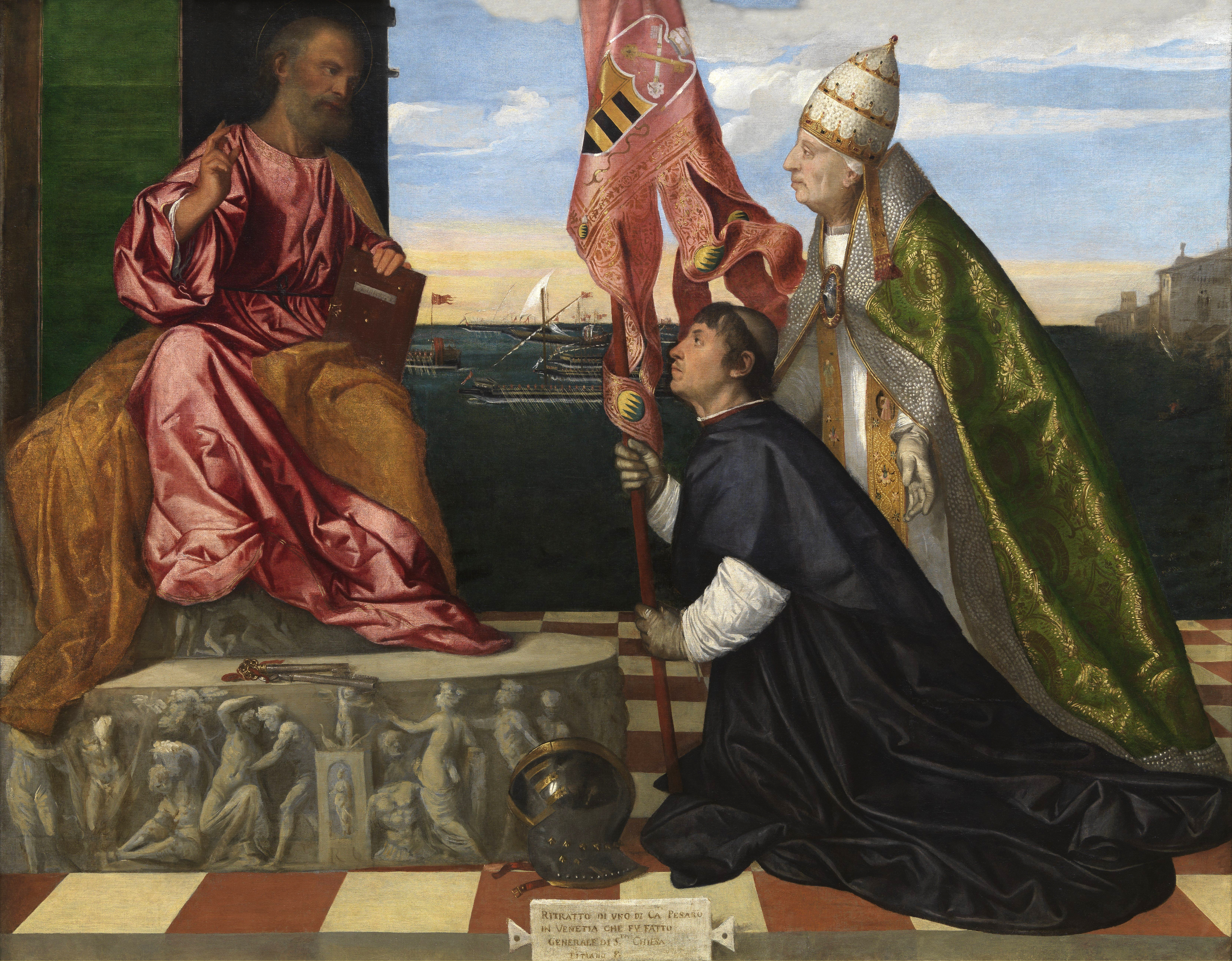
Tiziano, Jacobo Pesaro, obispo de Pafos, es presentado por el papa Alejandro VI a San Pedro, 1506-1511. Museo de Bellas Artes de Amberes.

Existen dos núcleos con los que se cimentó el Museo de Amberes. El primero se origina con la fundación de la Cofradía de San Lucas (Sint Lucasgilde) en 1382, en la que pintores y escultores eran mayoría. La ruina comercial de Brujas a fines del siglo XV, el otro gran centro artístico y cultural, convierte a Amberes en «La Florencia del Norte», el centro artístico más importante de los Países Bajos. 
En 1530 el salón de reuniones de la cofradía de San Lucas asume el nombre de Cámara de los Pintores (Schilderscamer), donde poco a poco fue conformándose la colección de obras de arte que más tarde daría base fundacional al Real museo de Amberes. Podemos citar obras de esta colección como el Autorretrato de Durero (donación del artista en 1520) o La Virgen del Papagayo de Rubens (otra donación del propio artista). 
En 1663, a instancias del artista flamenco David Teniers (1610-1690), se funda en el seno de la Cofradía de San Lucas la Academia de Bellas Artes, compartiendo las dos las instalaciones en el piso de la Bolsa, las obras de arte pasaron a ser parte del patrimonio de la Academia. En 1773 la emperatriz María Teresa decreta el fin de la Cofradía de San Lucas, pero la Cámara de Pintores continuó como sala de reuniones y celebraciones.
El otro núcleo de la colección nace como consecuencia de la ocupación francesa de 1794 a 1796. En 1794 el ejército republicano francés remitió a París 63 obras de arte (entre ellas 30 Rubens y 9 Van Dyck) confiscadas a conventos, iglesias y organismos estatales. 
En sus primeros años el museo que desde 1810 se alojaba en un monasterio abandonado de la orden de los frailes menores (franciscanos), contaba principalmente con obras de la segunda mitad del siglo XVI y del XVII. Durante el año 1815 y tras intensas gestiones diplomáticas fueron devueltas 40 de las 63 obras decomisadas por los franceses durante la ocupación de 1794; 26 de estos cuadros encontraron su lugar en el monasterio.
En 1840 el museo recibió su donación acaso más importante: 141 obras legadas por un antiguo alcalde de Amberes, Florent van Ertborn. Él había coleccionado arte de los primitivos flamencos cuando no estaba de moda, pero a largo plazo su legado proporcionó a este museo su reputación internacional. Entre las obras legadas se incluyen dos de Jan van Eyck (Santa Bárbara y La Madonna de la fuente) y otras dos de Rogier van der Weyden (Retrato de Felipe de Croy, ala de un díptico; y el célebre Retablo de los Siete Sacramentos). El legado Van Ertborn incluía además pinturas de Hans Memling, Dieric Bouts, Joachim Patinir, Quinten Massys, Jean Fouquet, Simone Martini, Antonello da Messina y Lucas Cranach.
Un incendio en 1873 puso en peligro al museo y convenció a las autoridades de la Academia y al municipio de la necesidad de mudar el museo a unas nuevas instalaciones. En agosto de 1890, tras 17 años de intensos trabajos en el distrito sur, se inauguran oficialmente las actuales instalaciones del nuevo museo. Para el año 1895 el museo ya no dependía de la Academia y en el año 1927 pasa al Estado. En 1992, tras la reforma del estado, el museo se integra como institución a la Comunidad Flamenca.

## Directores
1. Willem Jacob Herreyns (1743-1827)
2. Mattheus Ignatius van Bree (1773-1839)
3. Gustave Wappers (1803-1874)
4. Jean Antoine Verschaeren (1803-1863)
5. Nicaise De Keyser (1813-1887)
6. Jozef Geefs (1808-1885)
7. Charles Verlat (1824-1890)
8. Albert De Vriendt (1843-1900)
9. Ferdinand de Braekeleer (1792-1883)
10. Pierre Koch (1843-1904)
11. Pol De Mont (1857-1931)
12. Paul Buschmann (1877-1924)
13. Arthur Henry Cornette (1880-1945)
14. Ary J.J.Delen (1883-1960)
15. Walther Vanbeselaere (1908-1988)
16. Gilberte Gepts (1917-1981)
17. Leo Wuyts (1931)
18. Lydia M.A. Schoonbaert (1930)
19. Erik Vandamme (1948)
20. Paul Huvenne (1949)

## Colección
En la planta superior se muestra a los llamados "Primitivos flamencos" (Vlaamse Primitieven): Jan van Eyck, Rogier van der Weyden, Dieric Bouts y Hans Memling. De la época renacentista se exponen obras de Quentin Massys, Joachim Patinir, Frans Floris y Marten de Vos y del barroco obras de Pedro Pablo Rubens, Anton van Dyck y Jacob Jordaens. Entre los autores del siglo XIX pueden citarse a Nicaise de Keyser, Hendrik Leys, Henri De Braekeleer y James Ensor. La representación de los maestros no belgas es escasa, si bien incluye obras muy importantes de Jean Fouquet y Tiziano, así como ejemplos de Simone Martini y Frans Hals. La primera planta acoge las obras de siglo XX de autores como Rik Wouters, Constant Permeke y René Magritte.

### SigloXIV

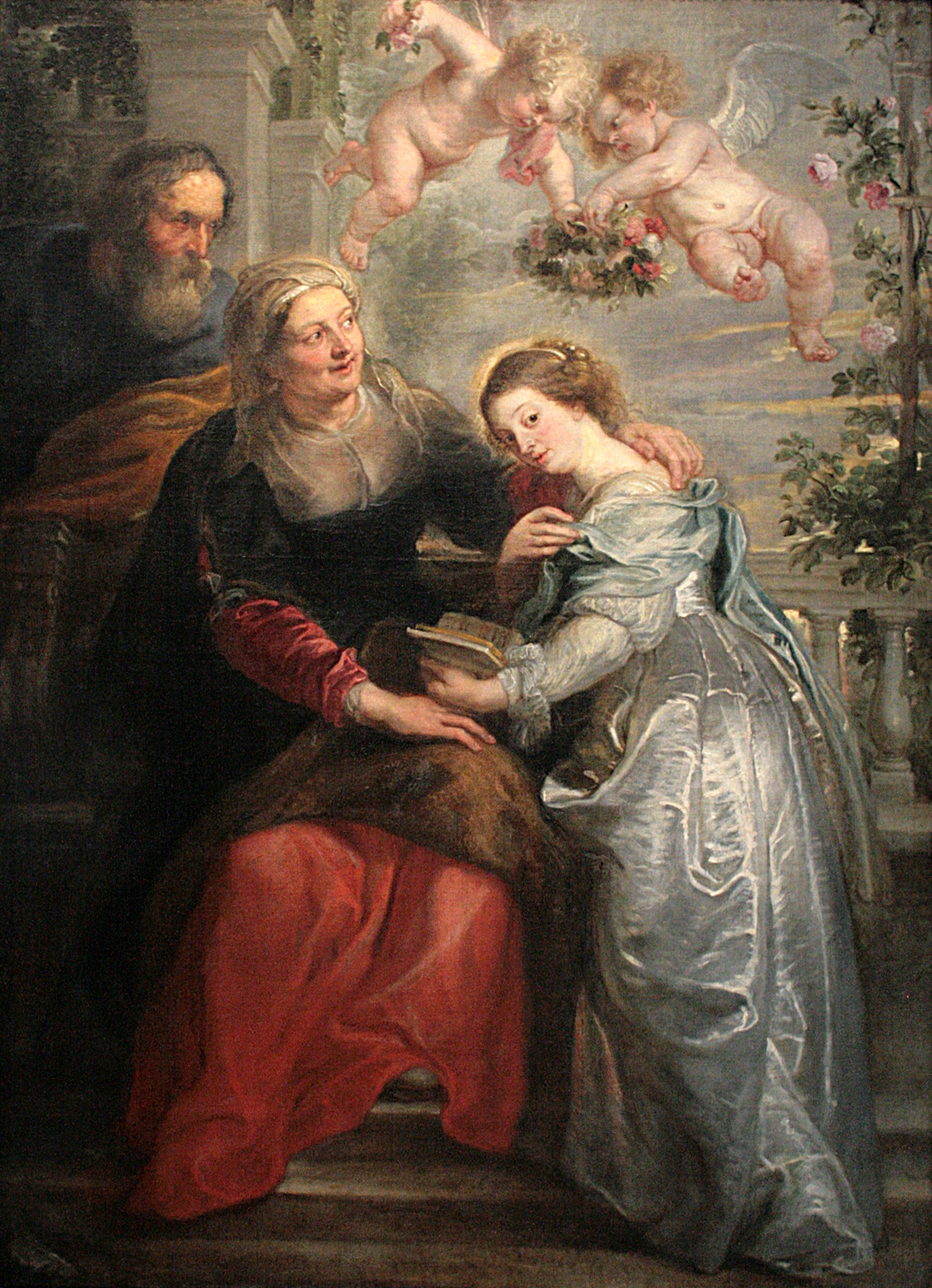
La educación de María por Pedro Pablo Rubens.

- Simone Martini: Díptico de la Anunciación

### SigloXV
- Jean Fouquet: Virgen de Melun
- Jan van Eyck: La Virgen de la fuente (h. 1439)

### SigloXVI
- Marten de Vos
- Joachim Patinir
- Quentin Massys
- Frans Floris de Vriendt
- Joachim Beuckelaer: El Hijo Pródigo (h. 1570)
- Lucas Cranach el Viejo: Caridad

### SigloXVII
- Frans Hals
- Jan Brueghel el Viejo
- Anton van Dyck
- Jacob Jordaens
- Rembrandt: El predicador Eleazar Swalmius
- Pedro Pablo Rubens: La adoración de los Magos (1626-1629)
- Theodoor Rombouts
- Wouter Crabeth II

### SigloXIX
- Auguste Rodin
- James Ensor
- Henry van de Velde

### SigloXX
- Jacob Smits
- Rik Wouters
- Gustave Van de Woestyne
- Pierre Alechinsky